# Doddabeeranakere, Turuvekere
Doddabeeranakere là một làng thuộc tehsil Turuvekere, huyện Tumkur, bang Karnataka, Ấn Độ.